# Wajdi Mouawad
Wajdi Mouawad, kanadyjski pisarz, aktor i reżyser, urodzony w Libanie, 16 września 1968. Do Kanady przybył w 1983 roku. Został uhonorowany Orderem Kanady.

## Życiorys
Wajdi Mouwad urodził się w Libanie w 1968 roku. W wieku 9 lat, po wybuchu wojny domowej, musiał uciekać razem z rodziną do Francji. Po 6 latach przenieśli się do Kanady. Zamieszkali w Québecu. W 1991 Wajdi Mouawad zrobił dyplom w Kanadyjskiej Państwowej Szkole Teatralnej, po czym założył wraz z Isabelle Leblanc założyli teatr Ô Parleur, który otwarto sztuką Makbet. Od 2000 do 2004 roku Mouawad był dyrektorem artystycznym Théâtre de Quat' Sous w Montrealu. Sztuki jego autorstwa ("Scorched" i "Tideline") były ekranizowane, wystawiane przez liczne teatry. W 2002 został uhonorowany Chevalier de l'Ordre National des Arts et des Lettres i w 2004 nagrodą Prix de la Francophonie.